# Утяганово (Абзелиловский район)
Утяга́ново, также Утяга́н   (баш. Үтәгән) — деревня в Абзелиловском районе Башкортостана, относится к Амангильдинскому сельсовету.

## Население
| 1968 | 2002 | 2009 | 2010 |
| ---- | ---- | ---- | ---- |
| 445  | ↘428 | ↗491 | ↘447 |

Согласно переписи 2002 года, преобладающая национальность — башкиры (99 %).

## Географическое положение
Расстояние до:
- районного центра (Аскарово): 30 км,
- центра сельсовета (Амангильдино): 5 км,
- ближайшей железнодорожной станции (Магнитогорск-Пассажирский): 82 км.

## Происхождение названия
От башкирского личного имени баш. Үтәгән (рус. Утяган).

## Религия
В деревне есть мечеть.